# Parignargues
Parignargues este o comună în departamentul Gard din sudul Franței. În 2009 avea o populație de 604 de locuitori.

## Evoluția populației
| An        | 1975 | 1982 | 1990 | 1999 | 2006 | 2009 |
| --------- | ---- | ---- | ---- | ---- | ---- | ---- |
| Populație | 328  | 438  | 482  | 567  | 579  | 604  |